# Costa Lefkochir
 (janvier 2022).
 (octobre 2017).
 (octobre 2017).
Kóstas Lefkóchir (grec moderne : Κώστας Λευκόχειρ) ou Costa Lefkochir est un artiste peintre, sculpteur et créateur d'installations né à Héraklion (Grèce) le 30 août 1952.
Diplômé de l'Académie royale des beaux-arts de Liège en 1976, Costa Lefkochir vit et travaille entre la Belgique et l'île de Páros en Grèce.

## Œuvre
Bâtie sur la vie mais élevée pour le futur, l’œuvre de Costa Lefkochir s’enrichit chaque jour des connaissances nouvelles même si celles-ci sont taraudées en permanence par le doute.
Un peintre se nourrit de peinture, un poète de poésie, un humaniste d’humanité. Quand l’être associe les trois, il multiplie les sources où abreuver son esprit et sa conduite autant que sa pratique. Et c’est ce que ne cesse de faire Costa Lefkochir. »  Extrait du Texte « Peindre, un hymne à la vie » de Claude Lorent.
« Qualifiée de cosmique dès le premier coup de pinceau, l’œuvre de Costa Lefkochir, à l’origine quelque peu surréalisante et symboliste, n’a eu de cesse de se dégager de toute emprise afin de trouver sa propre voie d’expression à une non-figuration qui paraissait au mieux traduire les aspirations les plus profondes de l’artiste. Celles qu’il ne pouvait exprimer autrement car que précisément elles ne trouvent pas de correspondances dans les formulations habituelles, illustratives ou explicatives.

« L’abstraction lui a donc servi de véhicule. L’artiste est entré en philosophie plastique non pas pour imposer une idée mais pour développer un chemin de recherche fondamental dont le but n’est point de trouver quelque chose, mais d’être autrement, par cette voie de poésie pure, ici picturale, qui seule, semble-t-il, permet de transcender notre condition. À moins qu’elle ne soit la métaphore de celle-ci, idéalisée certes, puisque portée à un degré inatteignable auquel cependant, en ses profondeurs, l’homme aspirait. Une expression de fusion entre le poétique, l’esthétique, l’humain et la spiritualité. » Extrait de « Les icônes poétiques d’un humanisme. »

— Claude Lorent

« Costa Lefkochir nous convie à partager sa vision d’une Afrique encline au retour aux sources. Il y a ses photos de regards d’enfants. Il y a ses peintures et ses sculptures imprégnées de ses rencontres avec les Afriques et les Africains. Il y a ses installations, ses grandes pirogues évocatrices des dangers qui menacent ces Africains désorientés quand, fatigués de leur pauvreté, ils croient gagner un paradis ailleurs. Il y a ses bateaux, construits avec de la récupération. Il y a ses dalles d’écriture comme autant de messages de sages d’Afrique aux hommes du monde. Il y a, racontée sur de grands panneaux, son histoire en Afrique. »

— Roger Pierre Turine Les Afriques de Costa Lefkochir

## Expositions

### Principales expositions dans des Centres d’art contemporain et des musées.
- M.A.M.A.C  Musée d’Art  Moderne et d’Art Contemporain de Liège - Belgique
- Musée d’Art Wallon, Salle Saint Georges, Liège – Belgique
- Centre d’Art Contemporain d’Athènes - Grèce
- Centre d’Art Contemporain, Ayla Carolina, Aachen – Allemagne
- Forschungszentrum, Jülich – Allemagne
- Grand Palais, Paris – France
- La Boverie, Liège - Belgique

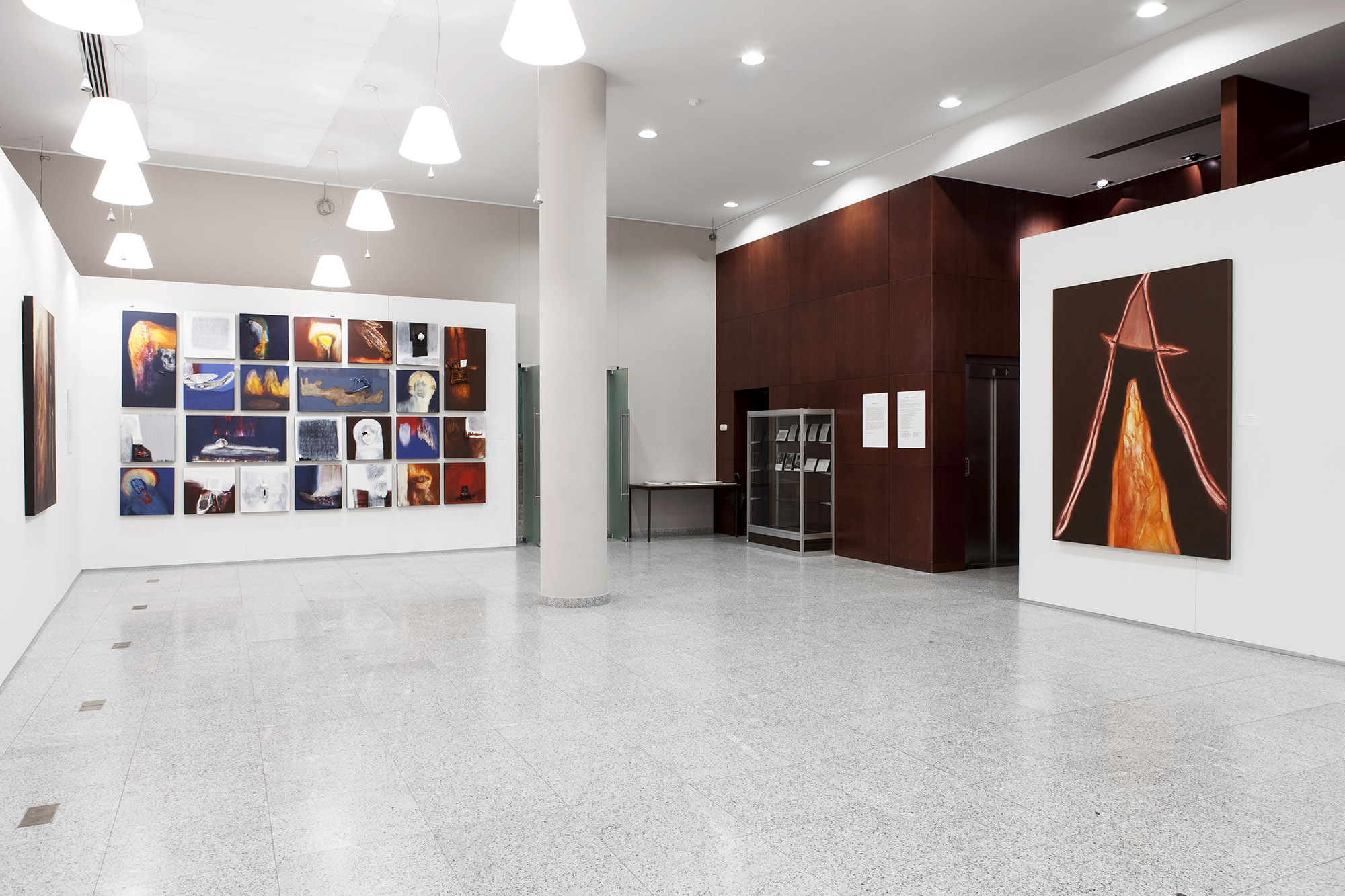
Bruxelles (Belgique). Ambassade de Grèce, "Lettres à El Greco".

- Le Grand Curtius, Liège - Belgique  Bruxelles (Belgique). Ambassade de Grèce, "Lettres à El Greco". Centre Européen de Congrès, Forbach - France
- Centre d’Art Basilique Saint Marc, Heraklion - Grèce
- Centre d’Art Contemporain, Rouen – France
- Centre d’Art Contemporain, Chapelle des Jésuites, Nîmes – France
- Centre d’Art Contemporain,  Louis Feuillade, Lunel – France
- Centre d’Art Contemporain, Galerie Poirel, Nancy - France
- Mediatine, Bruxelles – Belgique
- La Vénerie, Bruxelles – Belgique
- Kunstdagen, Wittem – Pays-Bas

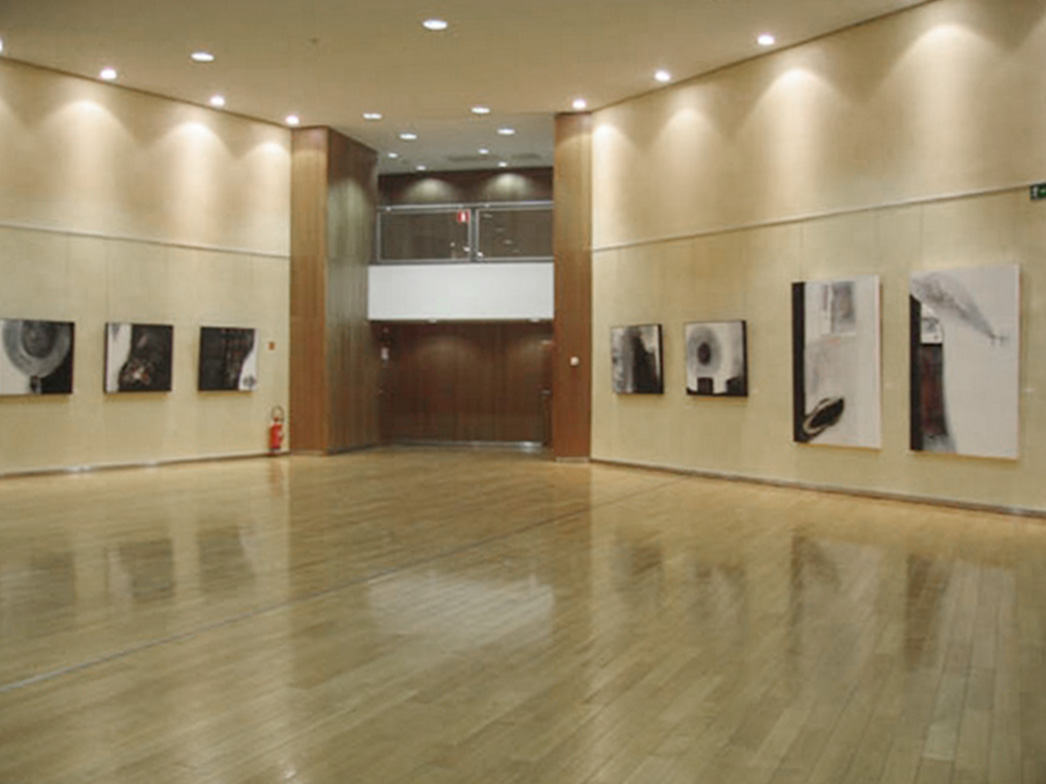
Bruxelles (Belgique), Commission européenne (Berlaymont), "Costa Lefkochir et les Droits de l'Homme".

- Bruxelles (Belgique), Commission européenne (Berlaymont), "Costa Lefkochir et les Droits de l'Homme".  Centre Culturel Les Chiroux, Liège - Belgique
- Collégiale Saint Pierre le Puellier, Orléans – France
- Musée Royal de Mariemont – Belgique

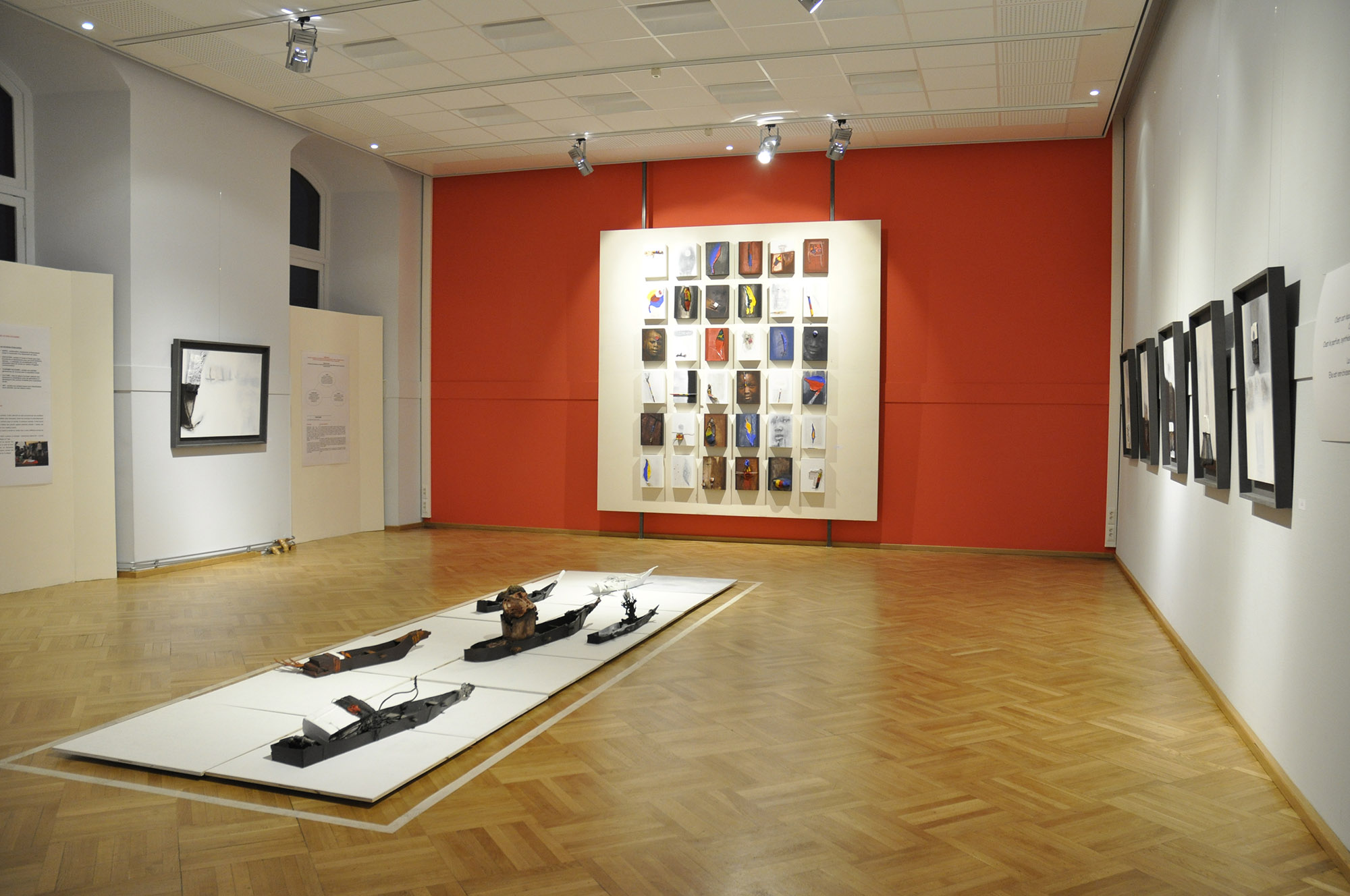
Liège (Belgique), "Les Afriques de Costa Lefkochir" Espace et Église des Prémontrés.

- Liège (Belgique), "Les Afriques de Costa Lefkochir" Espace et Église des Prémontrés.    Musée des Beaux-Arts, Charleroi – Belgique
- Château de Jehay (sculptures en plein-air, Amay - Belgique
- Botanique, Bruxelles – Belgique
- Centre Culturel , Hannut/Thisnes - Belgique
- Centre d’Art Contemporain, Rethymnon – Grèce
- Galerie des Arènes, Nîmes -  France
- Carré d’Art, Mur Foster, Nîmes - France
- Apothiki Art Center, Beijing/Pékin -  Chine
- Apothiki Art Center, Paros - Grèce
- Berlaymont, Commission Européenne, Bruxelles – Belgique
- Espace et Église des Prémontrés, Liège – Belgique
- Rohër Parkklinik, Aachen – Allemagne
- Ambassade grecque, Bruxelles - Belgique
- Espace Saint-Antoine, Liège - Belgique

### Expositions dans des galeries d’art.

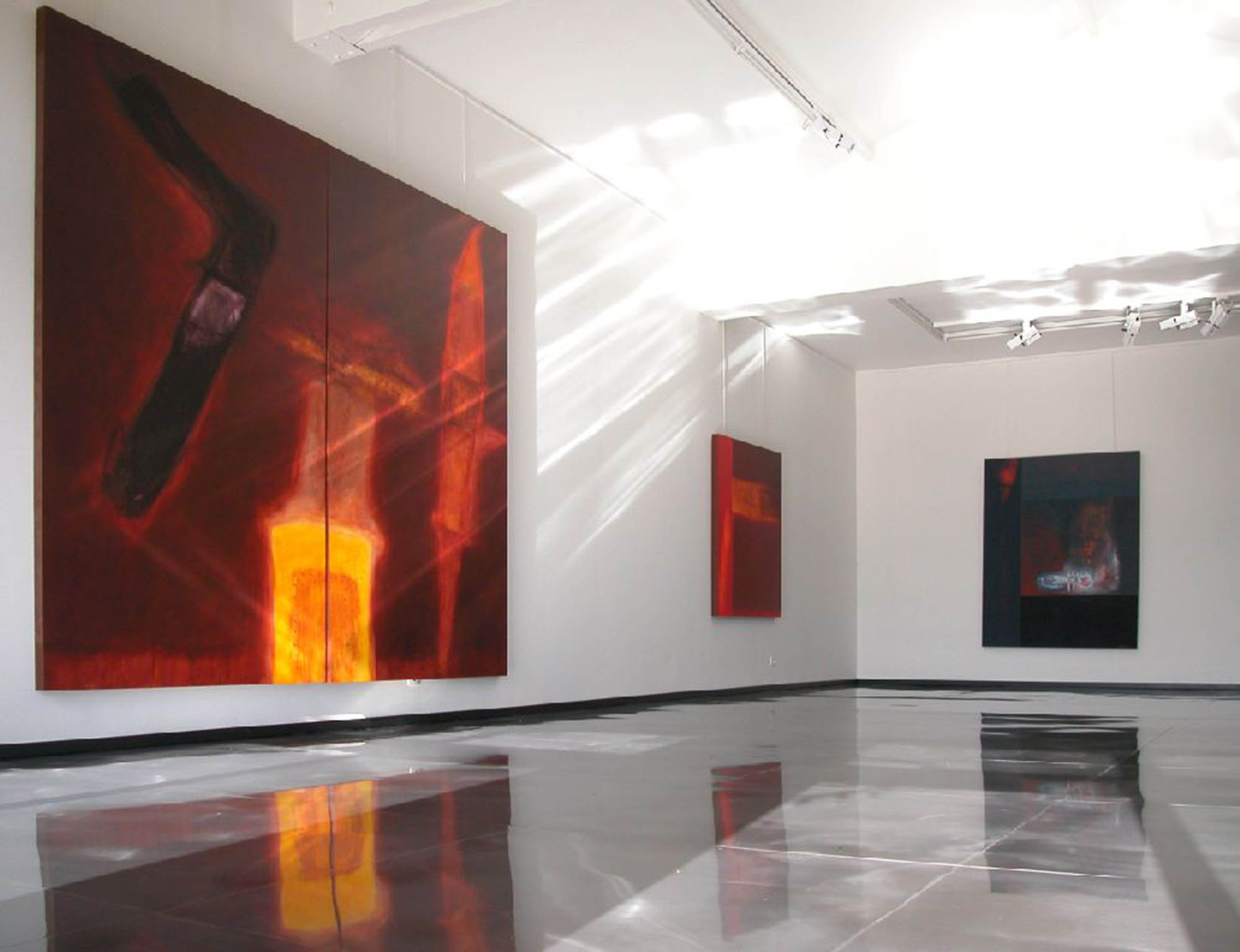
Galerie Pascal Vanhoecke, Cachan, Paris (France)

- Galerie Didier Fettweis, Spa – Belgique
- Galerie Tristan Barbara, Barcelone – Espagne
- Galerie Stenbock-Fermor, Gand – Belgique
- Galerie Pascal Vanhoecke  Paris - France
- Galerie Barbara Eicke, Dusseldorf – Allemagne
- Galerie La Cité, Luxembourg - Luxembourg
- Galerie de Beerenburght, Eck en Wiel -Pays-Bas
- Galerie Art Forum, Anvers – Belgique
- Galerie Ruben Forni, Bruxelles – Belgique
- Galerie Its Art Ist, La Hulpe/Waterloo- Belgique
- Galerie Indigo, Damme – Belgique               Carré d'Art, Mur Forster, Nîmes (France)

Carré d'Art, Mur Forster, Nîmes (France)

- Galerie Krisal, Carouge/Genève - Suisse
- Galerie Van der Planken, Anvers – Belgique
- Galerie Bonhoga, Shetland – Grande-Bretagne
- Galerie J.Bastien-Art, Bruxelles – Belgique
- Galerie Petalouda, Naxos – Grèce
- Galerie Medusa, Athènes -Grèce
- Galerie Aenaon, Athènes - Grèce
- Galerie Liehrmann, Liège – Belgique
- Galerie Christine Park, Paris - France
- Galerie Engert, Aachen – Allemagne
- Galerie Balthazart, Tournai - Belgique

## Publications

### Catalogues d'expositions personnelles
- Lettre à El Greco. Ambassade de Grèce, Bruxelles, 2013
- Les Afriques de Costa Lefkochir. Textes: M.Ouziel, R.P.Turine, C.Lorent, photos: Laura Lefkochir. Liège 2010.
- Furthering human rights and democracy across the globe.. Editions Commission européenne. Bruxelles 2007.
- Costa Lefkochir, Seule la lumière pourrait.... Editions J.Bastien-Art. Bruxelles 2006.
- Costa Lefkochir, peinture/rencontres. Textes: Etienne Leclercq, Claude Lorent et Michèle-Pierre Marchal. Editions J. Bastien-Art. Bruxelles 2003.
- Lefkochir, Livres scellés. Textes: Collectif d'auteurs. Editions J.F. Dreuilhe. Nîmes 2001.
- Costa Lefkochir. Textes: René van Gerdinge. Editions J. Bastien-Art. Bruxelles 1999.
- Costa Lefkochir,1992-1997. Textes: Claude Lorent. Editions Ville d'Athènes. Athènes 1997.
- Chemin de Vie. Textes: Costa Lefkochir, René van Gerdinge et François-Xavier Jacques . Editions Corinne Maeght. Nîmes 1996.
- Costa Lefkochir. Textes: Claude Lorent. Editions Musée d'Art moderne et d'Art contemporain de Liège (MAMAC).. Liège 1995.
- Opéra royal de Wallonie, Liège, 1994-1995.
- Mémoire du temps. Textes: Michel Krassakis et Claude Lorent. Editions Delta. Bruxelles 1993.
- Enfant.... Textes: Collectif d'auteurs. Editions Galerie Valentin. Eupen 1991.
- Lefkochir. Monographie. Textes: Claude Lorent, Walter Lerouge et Katinka Stenbock-Fermor. Editions Stenbock-Fermor. Gand 1990.

### Catalogues d'expositions de groupe
- Matière Immatérielle, Espace St Antoine, Musée de la Vie wallonne, Liège, 2013.
- Salon Réalités Nouvelles. Paris 2007.
- Icare. Liège, Musée de l'Art wallon 2007.
- La route de soi. Tourinnes-la-Grosse 2007.
- L'art du livre 1: reliures contemporaines, livres-objets et installations: Collection: Les répertoires d'art et de design en Communauté française de Belgique. Textes: . Co-éditions Labor/Communauté française. Bruxelles 2006.
- Birdinvest. Catalogue d'exposition. 2005.
- Eclosions: sculptures en plein air. Editeur Province de Liège-Culture. Liège 2003.
- Féerie pour un autre livre. Editions Musée Royal de Mariemont. 2000.
- Drapeaux d'artistes. Catalogue de l'exposition. Edition Province de Liège. 2000.
- Liberté, libertés chéries, ou l'art comme résistance... à l'art. Editions Communauté française de Belgique. 1999.
- Archi-textures: Livres d'artistes en Communauté française de Belgique. 1999.
- Quand soufflent les vents du sud. Editions Banque Bruxelles Lambert. Musée d'Art Wallon, Liège 1999.
- Méditerranea: Art Contemporain des Pays Méditerranéens. Editions ARTLIFE for the world. Bruxelles - Venezia 1998.
- Elément feu. Editions Les Chiroux. Liège 1995.
- Jean Degottex et Atelier 18. Catalogue d'exposition. Editions Ville de Liège. 1995.
- Quand l'art épouse le lieu: Intégration d'œuvres d'art dans les bâtiments de la Région wallonne par Michèle-Pierre MARCHAL. Editions MET. 1995.
- Olivier Debré et l'Atelier 18. catalogue d'exposition. Textes: . Editions Ville de Forbach (France). 1994.
- Tolmer, Lefkochir, Herman. Ville de Rouen (Centre d'art contemporain) 1994.
- Grands et Jeunes d'Aujourd'hui. Catalogue de l'exposition. Grand Palais, Paris 1992.
- Künstler der Euregio. Editions KFA. 1992.
- Œuvres acquises par la Communauté Française de Belgique de 1989 à 1992.
- Les Sources de l'Invisible. Liège 1991.
- Greek Artists Abroad. Editions Greek Ministry of Foreign Affaires. 1983-1988.